# Kinect Joy Ride
Kinect Joy Ride ist ein Rennspiel das 2010 für Xbox 360 erschienen ist.

## Spielprinzip
Der Spieler steuert den Avatar über den Kinect. Um Lenken zu können, muss der Spieler seine Arme ausstrecken. Durch das Vorwärtsschieben der Hüfte kann der Spieler driften, während das Ziehen des „Rads“ zum Spieler hin und das anschließende Vorwärtsschieben einen aufladbaren Turbo-Boost erzeugt. In der Luft können die Spieler verschiedene Tricks wie Drehungen und Drehungen ausführen, um zusätzliche Punkte zu erhalten. Mit zunehmendem Fortschritt gewinnen die Spieler Fans, die Inhalte wie neue Strecken und Spielmodi freischalten. Zu den Spielmodi gehören Rennen, Stunt-, Trick-Modi und mehr. Das Spiel kann entweder mit zwei Spielern lokal oder mit bis zu acht Spielern online über Xbox Live gespielt werden.

## Veröffentlichung
Das Spiel wurde unter dem Namen Joyride auf der E3 2009 angekündigt, mit der Absicht, es später in diesem Jahr als kostenlosen Xbox-Live-Arcade-Titel zu veröffentlichen. Das Spiel kam am 4. November 2010 in Nordamerika und in Europa erschien es am 10. November 2010.

## Rezeption
Kinect Joy Ride erhielt überwiegend durchschnittliche Kritiken. IGN gab dem Spiel 6/10 Punkte und kritisierte die schwammige Steuerung und Inkonsistenzen mit der Boost-Mechanik. Die meisten Rezensenten waren sich einig, dass Kinect Joy Ride zwar leichten Spielspaß bot, es aber im Vergleich zu den anderen Starttiteln kein sehr zufriedenstellendes Spiel war und leicht in Vergessenheit geriet.